# Królowa sceny
Królowa sceny (ang. Stage Beauty) – dramat filmowy z 2004 roku w reżyserii Richarda Eyre, powstały na podstawie sztuki Compleat Female Stage Beauty autorstwa Jeffreya Hatchera.

## Fabuła
Akcja rozgrywa się w XVII wieku w Londynie. Zgodnie z prawem żeńskie role teatralne mogą być grane tylko przez mężczyzn. Pod tym względem bezkonkurencyjny jest aktor Edward Kynaston. Pomaga mu młoda Maria, garderobiana, marząca o karierze aktorskiej. Pewnego dnia debiutuje ona na jednej z prowincjonalnych scen. Król Karol II pod wpływem swojej kochanki i aktorki Nell Gwyn, zmienia prawo i nie tylko pozwala grać kobietom w teatrze, ale także zakazuje mężczyznom odtwarzania ról kobiecych. Kynaston uważa iż oznacza to koniec jego kariery.

## Obsada
- Billy Crudup – Edward 'Ned' Kynaston
- Claire Danes – Maria
- Tom Wilkinson – Thomas Betterton
- Derek Hutchinson – Reżyser
- Mark Letheren – Male Emilia / Dickie
- Rupert Everett – Król Karol II
- Jack Kempton – Chłopiec na zawołanie
- Nancy Chandler – Angelina Hooker
- Nick Barber – Nick
- Stephen Marcus – Cockerill
- Isabella Calthorpe – Lady Jane Bellamy
- Zoe Tapper – Nell Gwyn
- David Westhead – Harry
- Hermione Gulliford – Pani Barry
- Madeleine Worrall – Emilia
- Hugh Bonneville – Samuel Pepys
- Ben Chaplin – George Villiers, książę Buckingham
- Edward Fox – sir Edward Hyde, earl Clarendon